# Frank Schöbel
Frank Schöbel (Leipzig - Alemania 11 de diciembre de 1942) es un cantante alemán y uno de los más exitosos cantantes pop de la extinta República Democrática Alemana (RDA, Alemania Oriental).

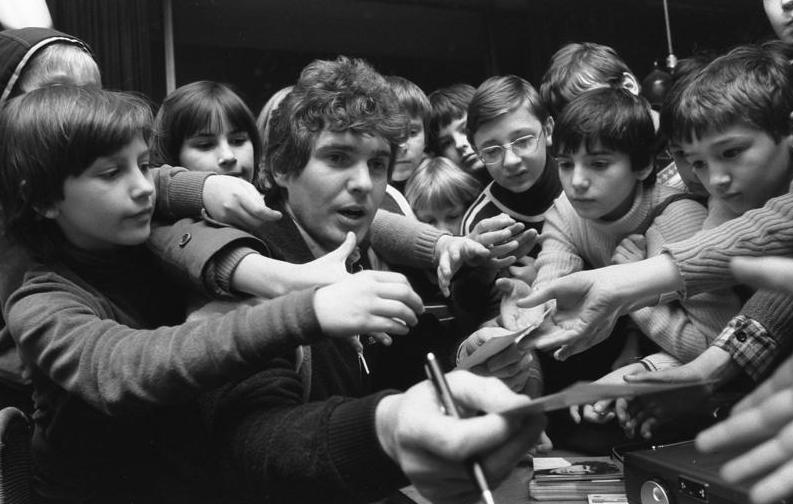
Frank Schöbel firmando autógrafos.

## Carrera artística
Debido a que era el segundo hijo de un cantante de ópera, su temprano talento musical fue descubierto. Comenzó su carrera musical en la RDA, pero también fue presentador de televisión y actuó en películas de la DEFA.
En 1971, grabó "Wie ein stern" (Como una estrella), La cual apareció en la película ganadora del Oscar a la Mejor Película Extranjera en 2007, La vida de los otros que supuso el debut como guionista y director de Florian Henckel von Donnersmarck la cual contó con la participación del difunto Ulrich Mühe, el conocido actor alemán Sebastian Koch, la actriz Martina Gedeck y Ulrich Tukur.
Este sencillo tuvo un éxito arrollador en la RDA, con un total de ventas de 400.000 copias con la compañía discográfica Amiga y, un total de 150.000 copias en la República Federal Alemana (RFA, Alemania Occidental) bajo la compañía discográfica Philips. Schöbel fue invitado a la RFA como el primer cantante pop oriental en presentarse allí.
En 1974, Schöbel participó en la ceremonia de apertura del mundial de la FIFA de 1974 como representante de la RDA en el Frankfurter Waldstadion.
En 1975 obtuvo otro éxito con su álbum para niños «We paint a sun» (Pintamos un sol) que incluía entre otras, una canción acerca de Tokei-ihto. En 2005 cantó la canción que daba título a ese álbum junto con Lars Dietrich.
Se ha casado dos veces. Inicialmente se casó con la exitosa cantante Chris Doerk y psoteriormen se casó con Aurora Lacasa. De ambas se ha divorciado. Con su primera esposa tuvo un hijo llamado Alexander y del segundo tuvo dos hijas llamadas Domique y Odette. En la actualidad Dominique Lacasa es una exitosa cantante. Junto con su exesposa Aurora y sus dos hijas lanzó el LP Weihnachten in Familie el cual fue uno de los más exitosos y vendidos álbumes navideños en la RDA.